# Nationale Vergadering (Cambodja)
De Nationale Vergadering (Khmer:  រដ្ឋសភា, Roat Saphea; Frans: Assemblée nationale) is het lagerhuis van het parlement van Cambodja en telt 125 leden die worden gekozen voor de duur van vijf jaar op basis van het stelsel van evenredige vertegenwoordiging.
De Nationale Vergadering werd in 1993 ingesteld als eenkamerparlement; in 1999 werd het parlement uitgebreid met een hogerhuis, de Senaat (Sénat). 
De Cambodjaanse politiek wordt als sinds 1979 gedomineerd door de Cambodjaanse Volkspartij en haar voorganger, de Revolutionaire Volkspartij van Kampuchea. Bij de verkiezingen van 2018 won de Volkspartij alle zetels in de Nationale Vergadering.
Heng Samrin (*1934), een van de machtigste politici van het land, is voorzitter van de Nationale Vergadering.

## Historische benamingen
- Grondwetgevende Vergadering van het Koninkrijk Cambodja (1946-1947);
- Nationale Vergadering van het Koninkrijk Cambodja (1947-1970)
- Parlement van de Khmerrepubliek (1970-1975)
- Volksvergadering van Democratisch Kampuchea (1976-1979)
- Nationale Vergadering van de Volksrepubliek Kampuchea/Staat Cambodja (1981-1993)
- Grondwetgevende Vergadering van het Koninkrijk Cambodja (1993)
- Nationale Vergadering van het Koninkrijk Cambodja (1993-heden)

## Zetelverdeling

Zetelverdeling na de verkiezingen van 2018